# Родоманово (Гагарінський район)
Ромоданово (рос. Родоманово) — село Гагарінського району Смоленської області Росії. Входить до складу Родомановського сільського поселення.
Населення — 809 осіб. 